# Desaparició de l'ARA San Juan (S-42)
La desaparició de l'ARA San Juan (S-42) es refereix a la pèrdua de contacte amb el submarí ARA San Juan (S-42) de l'Armada Argentina succeïda el 15 de novembre de 2017 a les 7.30 (hora local) en aigües del Mar Argentí, amb 44 tripulants a bord. El fet va transcendir a la premsa a la nit de l'endemà i va ser informat oficialment l'endemà passat, mitjançant un comunicat oficial de l'Armada Argentina, en el qual va informar que s'havia iniciat el Protocol SAR (cerca i rescat).
El tercer dia el govern argentí va comunicar per Twitter que havia decidit acceptar l'ajuda internacional, que incloïa l'equip adequat per a la cerca del submarí en cas de trobar-se enfonsat en el fons del mar i el rescat de la tripulació. El 22 de novembre de 2017, ja transcorreguts set dies des de la desaparició, el submarí no havia estat trobat, ni s'havia obtingut cap dada relacionada amb el que podria haver-li succeït. Onze països i 49 naus es van sumar a la cerca sobre una àrea de 482 507 km², una superfície equivalent a tot el territori d'Espanya.
El 23 de novembre el portaveu oficial de l'Armada Argentina va informar que dues fonts internacionals oficials confirmaven un «esdeveniment anòmal, singular, curt, violent i no nuclear, consistent en una explosió», detectat per l'Organització del Tratat de Prohibició Completa dels Assajos Nuclears, el dimecres 15 de novembre a les 10.31, a la zona on va desaparèixer l'ARA San Juan. Això suggeria que el submarí podria haver-se enfonsat com a conseqüència d'aquest esdeveniment, en una àmplia zona sobre el talús continental, en la qual la profunditat varia de 200 a 3000 metres. El portaveu militar va aclarir que estava descartat que es tractés d'un atac i que el terme tècnic correcte era que s'havia produït una «implosió».

## Antecedents
El navili va ser construït a Alemanya en 1985 i va arribar a Argentina en 1986. L'ARA San Juan (S-42) va ser sotmès el 2008 a una «reparació de mitja vida», una obra complexa. El setembre de 2011, la presidenta Cristina Kirchner va encapçalar un acte a la Costanera Sud per la finalització de la primera etapa de reconstrucció del submarí. Des del Complex Industrial Naval Argentí (CINAR), la llavors presidenta va prometre que el navili tindria «una vida útil de més de 30 anys».

## Els fets

### Desaparició

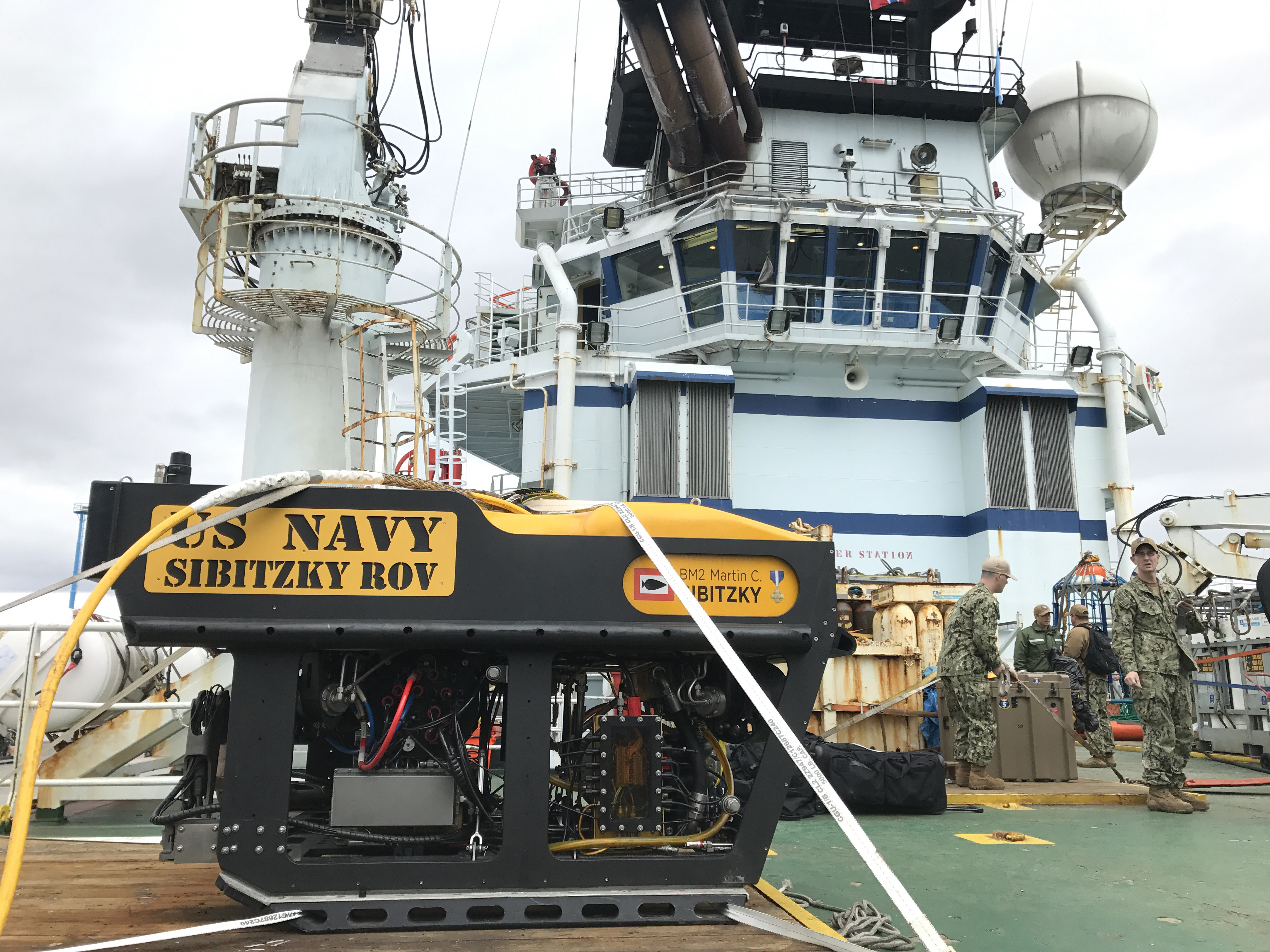
Vehicle submarí a control remot de la Marina nord-americana a bord del remolcador noruec Skandi Patagonia, durant les operacions de cerca de l'ARA San Juan. Onze països i 49 naus es van sumar al rescat.

El 16 de novembre de 2017 a la tarda, el diari Infobae va publicar una notícia sobre «un submarí argentí perdut a l'alçada de Port Madryn» el dia anterior. El diari va publicar una foto de la comunicació interna de l'Armada ordenant la cerca del submarí per «sospita» de «extraviament (SUBMISS)», informant l'última posició i hora coneguda, i sol·licitant dues naus i una aeronau per iniciar el Protocol SARSUB de cerca i rescat (SAR = search and rescue). L'endemà a la tarda, l'Armada Argentina va emetre un comunicat confirmant la situació però sense utilitzar la paraula extraviament o desaparició, ni esmentar que s'hagués iniciat una operació SAR. El comunicat va informar que el 15 de novembre a les 07:30 (hora local), s'havia perdut contacte amb el submarí ARA San Juan tripulat per 44 persones i que «en el dia de la data s'han iniciat les operacions per reprendre comunicacions». La informació oficial va detallar que el submarí estava en trànsit des de Ushuaia cap a la seva base habitual a Mar del Plata i que l'última posició coneguda va ser el Golf San Jorge, a 240 milles nàutiques (432 km) de la costa. En el moment de l'emissió del comunicat, dues aeronaus havien recorregut l'àrea i tres bucs havien estat enviats al lloc, però encara no havien arribat.

### Cerca
Tres dies després de la desaparició, el ministre de Defensa Oscar Aguad va realitzar per Twitter la primera comunicació del govern sobre l'incident, informant que el president Macri havia ordenat desplegar totes les unitats disponibles i acceptar les ajudes internacionals. Entre el suport internacional van figurar el trencaglaç britànic HMS Protector (que es trobava realitzant tasques a les Illes Malvines), una aeronau P-8 de l'Armada nord-americana, un P-3B Orion de la NASA, la fragata F Rademaker, el vaixell de socors submarí NSS Felinto Perry (K-11) i el vaixell polar NPo Almirall Maximiano de l'Armada brasilera, un SC-105 SAR Amazones i un P-3AM Orion de la Força Aèria Brasilera.

### Senyals per satèl·lits
El mateix dia 18 de novembre el ministre Aguad va enviar un nou missatge de Twitter, informant que «Rebem set senyals de trucades per satèl·lits que provindrien del submarí San Juan». L'endemà passat l'Armada va desmentir la informació subministrada pel ministre.

### Curtcircuit i sorolls
El dia 20 de novembre l'Armada va donar a conèixer que el dia de la seva desaparició, el submarí havia reportat un curtcircuit en les seves bateries, després del qual se li va indicar que realitzés el rumb més breu retornant a Mar del Plata. Les autoritats van aclarir que fins al moment no existien dades que permetessin vincular aquest incident amb la desaparició. A més, aquest era l'últim dia previst perquè la nau retornés pel seu compte a la base de Mar del Plata en cas que el desperfecte fos únicament en les comunicacions, cosa que no va ocórrer. Aquell mateix dia el portaveu de l'Armada, Enrique Balbi, va confirmar que es va escoltar i gravar "un soroll" a través de boies per sonar passives a l'àrea de cerca de l'ARA San Juan demanant cautela fins que es processés la informació sonora. Hores més tard, va assegurar que el soroll constant registrat hores enrere no provenia del submarí, ja que no correspon a un patró de cops de casc i que podria ser un soroll biològic. No obstant això, va afirmar que s'aprofitaria la navegació dels bucs oceanogràfics i el buc polar brasiler per descartar definitivament la hipòtesi.
El 21 de novembre, sis dies després de la desaparició, el president Mauricio Macri es va fer present a la Base Naval de Mar del Plata, on l'ARA San Juan té el seu amarrament habitual. Allà va visitar als familiars dels tripulants, en una trobada que la premsa va descriure com a «tibant», on el mandatari va rebre forts retrets. Aquell mateix dia van revelar que des de la nit anterior s'havia detectat un nou senyal i es van enviar avions i bucs per determinar si es tractava del submarí desaparegut. Prop de la mitjanit, una flota encapçalada per la corbeta LLAURA Drummond es va dirigir al lloc per verificar si aquell senyal corresponia al submarí buscat. També va ser qüestionada per la seva falta de coneixements la secretària de Serveis Logístics per a la Defensa i Coordinació Militar en Emergències, Graciela Villata.
MOURE AQUESTS DOS PARÀGRAFS A CERCA
El dia 22 de novembre l'Armada va informar mitjançant el seu portaveu oficial que el resultat de la cerca del dia anterior havia estat negatiu i que s'havia indicat als P-3 brasilers fer vols de baixa alçada per verificar anomalies magnètiques que poguessin correspondre al vaixell, també sense resultats. El portaveu va declarar també que, en cas de no haver pogut renovar oxigen des del moment de la desaparició, el submarí entraria en fase crítica. Per la seva banda, el president Vladímir Putin, va posar a disposició un buc oceanogràfic per a la cerca del navili. La cancelleria equatoriana va informar que brindarà suport amb l'enviament d'un buc i una cambra hiperbàrica portàtil.

## Països participants de la cerca

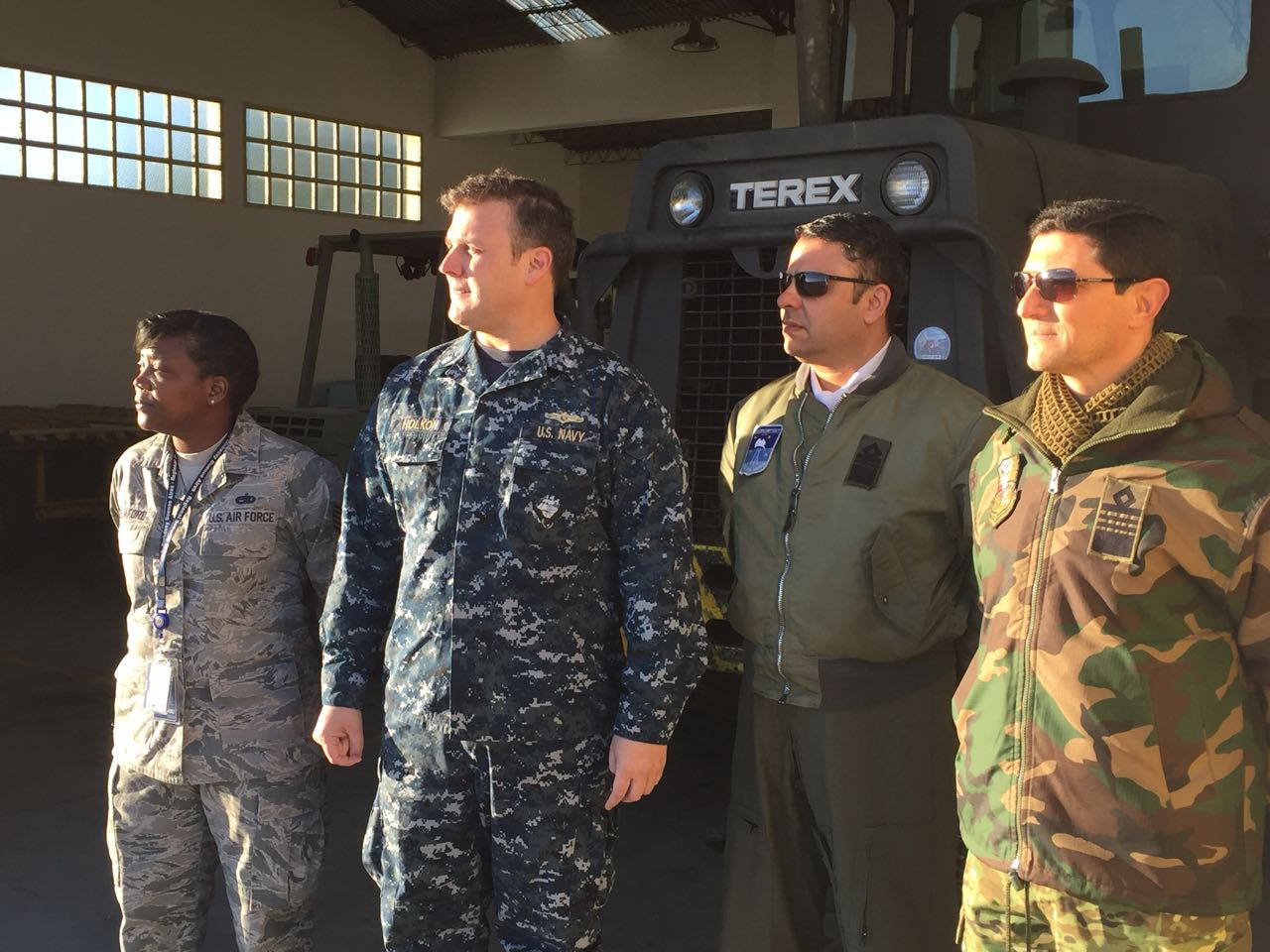
Catorze països van col·laborar amb Argentina en la cerca del submarí extraviat. A la foto, membres de les forces armades nord-americana i argentina treballant junts.

Catorze països van col·laborar amb Argentina en la cerca de l'ARA San Juan.
- Argentina
- Alemanya
- Brasil
- Xile
- Colòmbia
- Espanya
- Estats Units
- Equador
- França
- Itàlia
- Noruega
- Perú
- Regne Unit
- Rússia
- Uruguai

### Vehicles utilitzats
Dades preses del fullet informatiu publicat pel Ministeri de Defensa.

#### Navals
ARA Espora (P-41)

 ARA Robinson (P-45)

 ARA Spiro (P-43)

 ARA Drummond (P-31)

 ARA Granville (P-33)

 ARA Patagonia (B-1)

 ARA Puerto Argentino (A-21)

 ARA Puerto Deseado (Q-20)

 ARA Austral (Q-21)

 ARA La Argentina (D-11)

 ARA Sarandí (D-13)

 ARA Almirante Brown (D-10)

 ARA Bahía San Blas (B-4)

 PNA Doctor Manuel Mantilla (GC-24)

 PNA Tango (SB-15)

 Inidep Víctor Angelescu

 Enap Sipetrol Sophie Siem

 Enap Sipetrol (nombre desconocido)

 MB F Rademaker (F-49)

 MB NPo Almirante Maximiano (H-41)

 Petrobras Kelly Ann Candies

 Petrobras Wyatt Candies

 ARCH Cabo de Hornos (AGS-61)

 Equip de Rescat de Submarins

 Total SA Skandi Patagonia

 HMS Protector (A173)

 HMS Clyde (P257)

#### Aeris
- FAA C-130 Hércules

- PNA Beechcraft Super King Air
- LUF P3- Orion
- FAB P3- Orion
- FAB CASA C-295
- ARCH CASA C-295
- ARC CASA CN-235
- NASA P3- Orion
- NASA P3- Orion
- USN Boeing P-8 Poseidon
- USN Boeing P-8 Poseidon
- FAE CASA CN-235
- ADA Falcon 50
- FAP Fokker 60
- RN C-130 Hércules
- FAU Beechcraft B200

#### Altres mitjans
- CONAE-INVAP Satèl·lit radar d'obertura lateral i sintètica.

## Conflicte entre el govern i l'Armada
Després de cinc dies de la desaparició, els principals mitjans nacionals van donar a conèixer l'existència de diferències entre el govern nacional i l'Armada argentina en la gestió de la crisi. El ministre de Defensa Aguad, qui es trobava a Canadà i va haver de retornar al seu país, va informar que s'havia assabentat del fet a través de la premsa, en lloc de per una comunicació oficial. Addicionalment, davant el requeriment d'informació per part del ministre, el cap de l'Armada, l'almirall Marcelo Srur, va retenir informació referida a l'error reportat des del submarí abans de la seva desaparició. Un nou episodi controvertit entre ambdues àrees es va produir quan el Ministeri va assegurar que s'havien identificat set trucades provinents del submarí, la qual cosa va ser desmentida, primer per la companyia de satèl·lits que administra les comunicacions en alta mar, que va negar l'existència d'aquestes connexions, i a continuació, Srur va desmentir al ministre abandonant la hipòtesi de les trucades.
Si bé des de l'Armada, a través del seu portaveu, van intentar baixar el grau de conflictivitat sobre aquest fet, el govern va ordenar una recerca interna sobre l'Armada per determinar les responsabilitats sobre el succés.

## Reaccions
- El president de la República Mauricio Macri, com a comandant en cap de les Forces Armades, va manifestar i es va comprometre a utilitzar tots els recursos que siguin necessaris per trobar al submarí al més aviat possible.[38]
- El papa Francesc va manifestar en una carta la seva oració i proximitat amb familiars i autoritats militars i civils tripulants del submarí.
- El govern britànic de les Illes Malvines va emetre un comunicat en el qual «expressa les seves sinceres esperances que el submarí sigui oposat ràpid».
- Diversos familiars dels tripulants van qüestionar al govern per l'estat en què es trobava el submarí i la lentitud per iniciar la cerca i acceptar l'ajuda internacional.

### Altres incidents
- Vol 370 de Malaysia Airlines
- Naufragi del submarí K-141 Kursk